# Marguerite de Conflans
Marguerite de Conflans est une huile sur toile du peintre français Édouard Manet. Il s'agit d'un portrait réalisé au XIXe siècle, conservée au musée des Augustins à Toulouse.

## Historique de l’œuvre
Le tableau appartenait à la collection privée de Mlle d'Angély, fille du modèle, avant d'être légué aux Musées nationaux pour le musée du Louvre en 1941. Il y entre officiellement en 1945, et sera déposé au musée d'Orsay à son ouverture en 1986. La même année, le portrait est échangé avec un tableau du musée des Augustins, La mort d'une sœur de charité du peintre Isidore Pils.
Marguerite de Conflans est aujourd'hui exposé dans le salon rouge du musée des Augustins de Toulouse.

## Description
Il s'agit d'un portrait de Marguerite Fouet de Conflans, fille d'un capitaine de cavalerie de Mâcon, qui se distingue par sa forme ovale particulière. Le modèle est assis sur une chaise à droite du tableau, elle se tourne de trois quarts vers la gauche en s'appuyant sur une coiffeuse surmontée d'un miroir. Son visage est de face, cependant elle ne regarde pas directement le spectateur. Elle porte un peignoir de mousseline blanche aux manches transparentes et tient un livre ouvert sur ses genoux. Le bleu de la robe du modèle se détache sur un fond aux tonalités gris clair tirant par endroits sur le jaune, mais l'ensemble est esquissé, les couleurs et les textures se mélangent, laissant apparaître la toile vierge à plusieurs endroits. C'est notamment visible sur le reflet du visage dans le miroir qui semble inachevé, à peine suggéré.

## Contexte
Manet refuse d'exposer avec les impressionnistes en 1874, mais il reste très étroitement lié à leur recherche picturale, notamment dans l'utilisation des couleurs. On note que la gamme chromatique utilisée par Manet s'éclaircit, de même que son style s'assouplit, ce qui est particulièrement visible dans ce portrait. Le portrait féminin est un motif cher à Manet. Ici, il place un miroir dans la composition ce qui l'éclaire et permet de montrer le personnage sous plusieurs angles. Ce procédé, employé dans les portraits féminins d'Ingres, est assez rare chez Manet, en dehors du Bar aux Folies Bergère des années 1880.
Marguerite de Conflans a été peinte plusieurs fois par Manet. On note cinq tableaux la représentant dont le premier est daté de 1873. Il lui demande de poser à plusieurs reprises, séduit par son originalité. Manet a pu la rencontrer dans les réceptions organisées par Mme Manet où Marguerite de Conflans se rendait souvent avec sa mère.

## Analyse

### Choix du sujet
Manet est familier de l'art du portrait, notamment du portrait féminin. Antonin Proust, proche de Manet depuis leur enfance, raconte : « la présence d’une femme, n’importe laquelle, le remettait d’aplomb ». Il peint très souvent ses proches, qui ne se limitent pas à Suzanne Leenhoff et Victorine Meurent comme on peut le voir ici. Manet choisit ses modèles pour leur beauté originale. Ici, Marguerite de Conflans, future Mme d'Angely, nous apparaît comme un modèle accessible dans une pose décontractée. Le peintre livre une image de l'intime : les rubans de la robe de la jeune femme ne sont pas attachés, le lit à l'arrière-plan nous indique qu'elle pose dans sa chambre.
Le petit format du tableau et sa réalisation rapide peuvent nous laisser penser qu'il était destiné directement au modèle, ou du moins à un cercle privé. Après des scandales comme celui d'Olympia en 1863, Manet ne semble pas ici défier la convention, au contraire livrer un portrait de l'intime pour l'intime, une image de la femme au naturel.

### Esthétique
Si Manet n'expose pas avec les impressionnistes, il subit fortement leur influence. La touche semble ici très souple, vive, notamment dans le traitement de l'arrière-plan. Mlle de Conflans est quant à elle traitée en larges aplats de couleur vive, ce qui permet sa forte individualisation et la mise en exergue de sa particularité en tant que modèle. À ce propos, le jeune peintre Pierre Jeanniot témoigne de ses visites à Manet : « Manet bien que peignant ses tableaux d’après le modèle, ne copiait pas du tout la nature; je me rendis compte de ses magistrales simplifications ; la tête de la femme se modelait, mais son modelé  n’était pas obtenu avec les moyens que la nature lui montrait. Tout était abrégé; les tons étaient plus clairs, les couleurs plus vives, les valeurs plus voisines, les tons plus différents. Cela formait un ensemble d’une harmonie tendre et blonde. »

## Restauration
Le tableau a été restauré en 2005. Cela a été l'occasion de comprendre la structure matérielle de la toile. Ainsi, le châssis en bois ne semble pas d'origine. La toile était saine et encore souple, mais les bords étaient usés. Il fallut parer au manque de peintures sur les côtés et aussi la perte de tension du montage de la toile.